# Diavoli volanti
Diavoli volanti (Flight) è un film del 1929 diretto da Frank Capra.